# Nissan Qashqai
Nissan Qashqai — серия городских компактных кроссоверов, выпускающихся японской компанией Nissan с 2006 года. Qashqai впервые был представлен как концепт на Женевском автосалоне в 2004 году, а с 2007 года стартовали продажи модели первого поколения. У модели первого поколения существовала и семиместная удлинённая версия, получившая название Qashqai+2. Презентация модели второго поколения прошла в ноябре 2013 года, а выпускалась она вплоть до 2022 года. В настоящий момент с 2021 года выпускается модель третьего поколения.
Автомобиль назван в честь племени кашкаев (существует также вариант прочтения «кашк’и») из иранской провинции Фарс. Первое поколение было известно как Nissan Dualis в Японии и Австралии и как Nissan Xiaoke в Китае. Второе поколение с 2017 по 2022 год выпускалось в США как Nissan Rogue Sport.

## Первое поколение

### Разработка

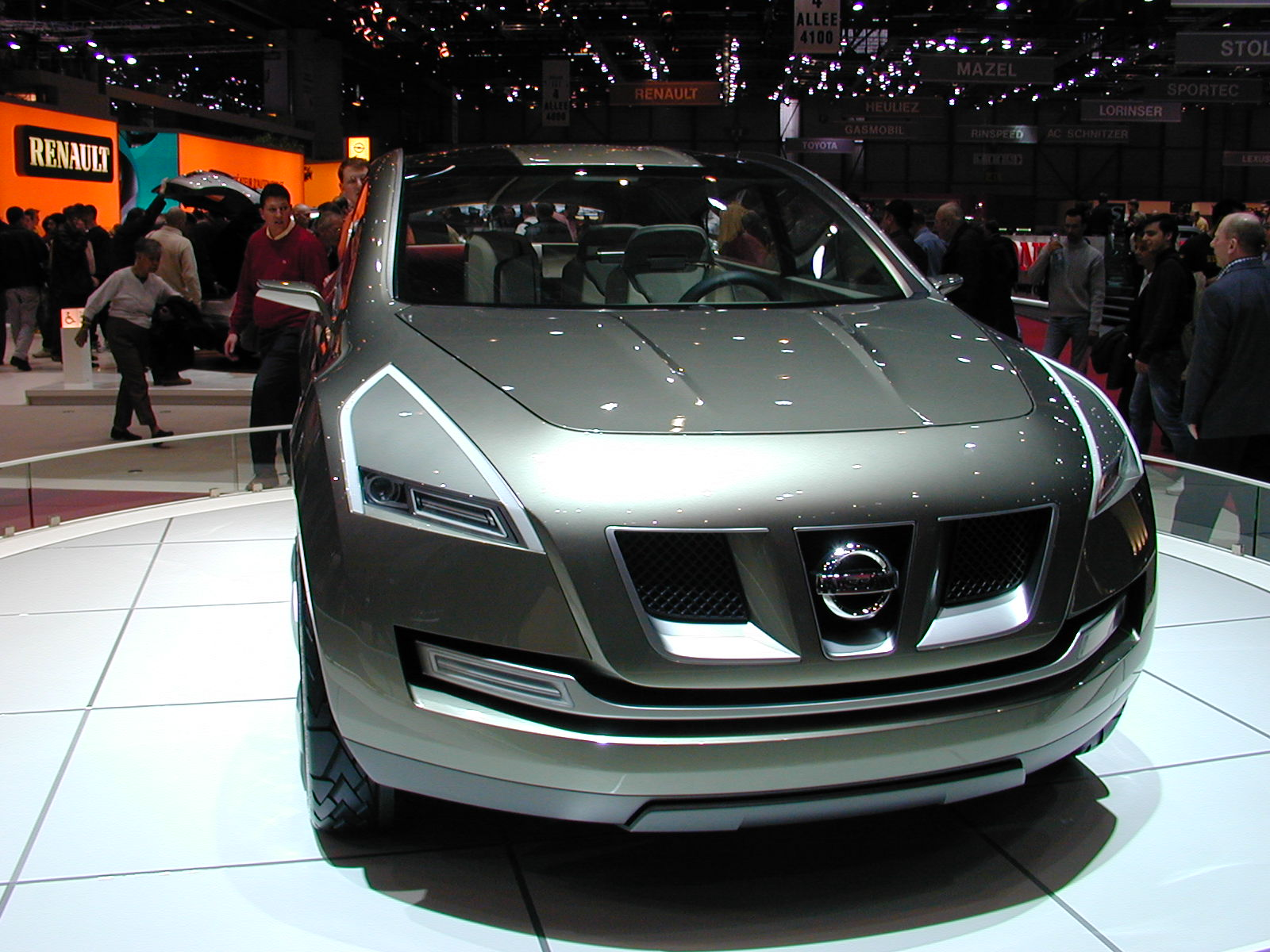
Концепт (2004)

По официальным данным, разработка модели началась ещё в марте 2002 года. Именно тогда в техническом центре Nissan, расположенном в Японии, собралась команда из 25 человек. Целью команды была разработка нового поколения компактного автомобиля Almera, поскольку продававшееся на тот момент второе поколение показывало плохую статистику. Новый автомобиль было решено увеличить в высоте и ширине по сравнению со старым, а его конкурентами должны были выступить компактвэны SEAT Altea и Volkswagen Golf Plus. Однако, когда 13 декабря 2002 года состоялась вторая встреча команды инженеров компании, стало ясно, что такой автомобиль не будет конкурентоспособным. Было решено придумать совершенно иную концепцию: автомобиль с стремительностью, практичностью и универсальностью внедорожника, но с размерами, динамикой и расходами компактного семейного хетчбэка.
К началу 2004 года испытания ранних прототипов модели были завершены, и теперь у компании было что продемонстрировать — концепт-кар модели, отражающий общее направление разработки и основную задумку. Его премьера прошла 2 марта 2004 года на Женевском автосалоне. После презентации концепта разработка модели продолжилась. Было определено её положение в модельном ряду: она сменит модели Almera и Primera. Встал вопрос и о месте сборки будущей модели. После долгих рассуждений в феврале 2005 года было объявлено о том, что Qashqai (на тот момент известный под кодовым названием P32L) будет собираться на заводе Nissan в Сандерленде, Великобритания с декабря 2006 года. Само название «Qashqai» происходит от названия племён кашкайцев из иранской провинции Фарс.

### Серийная модель
Серийная версия была представлена в сентябре 2006 года. Производство в Великобритании началось в декабре 2006 года, а продажи модели в Европе и Японии начались в течение весны 2007 года. С конца 2007 года модель стала экспортироваться в ЮАР и Австралию, а в Японии было налажено местное производство. С марта 2008 года Qashqai стал выпускаться и продаваться в Китае. Было выпущено две специальные версии модели: Qashqai n-tec (или Qashqai i-Way) c информационно-развлекательной системой Nissan Connect и Qashqai Sound & Style с аудиосистемой Bose. Для Японии выпускались тюнингованная версия Dualis CrossRider и несколько специальных или ограниченных версий. С сентября 2008 года к пятиместной модели присоединилась и удлинённая семиместная, получившая название Nissan Qashqai+2.
В декабре 2009 года европейская и австралийская модель прошла рестайлинг, сказавшийся на дизайне передней части и комфорте в интерьере, а продажи начались весной 2010 года. В течение 2012—2013 годов была выпущена модель с системой кругового обзора «Around View Monitor», которая получила название Qashqai 360. Её выпуск стал последним обновлением автомобиля перед сменой поколений. Вслед за европейской моделью в августе 2010 года последовала и японская (включая модификации CrossRider и Urban Black Leather), однако для Японии рестайлинг имел несколько иной характер. Китайская модель прошла рестайлинг ещё позже — в декабре 2010 года. Коснулся он не столько внешнего вида, сколько оборудования. После того, как в ноябре 2013 года был представлен Qashqai второго поколения, началось сворачивание производство первого: в Европе и Японии продажи свернулись весной 2014 года, в Австралии — в июле 2014 года. Что касается семиместной модели, то ей на смену пришёл Nissan X-Trail третьего поколения, а Qashqai остался сугубо пятиместной моделью. Китайская модель в сентябре 2014 года прошла ещё одно небольшое обновление, но в октябре 2015 года также была снята с производства и заменена автомобилем второго поколения.

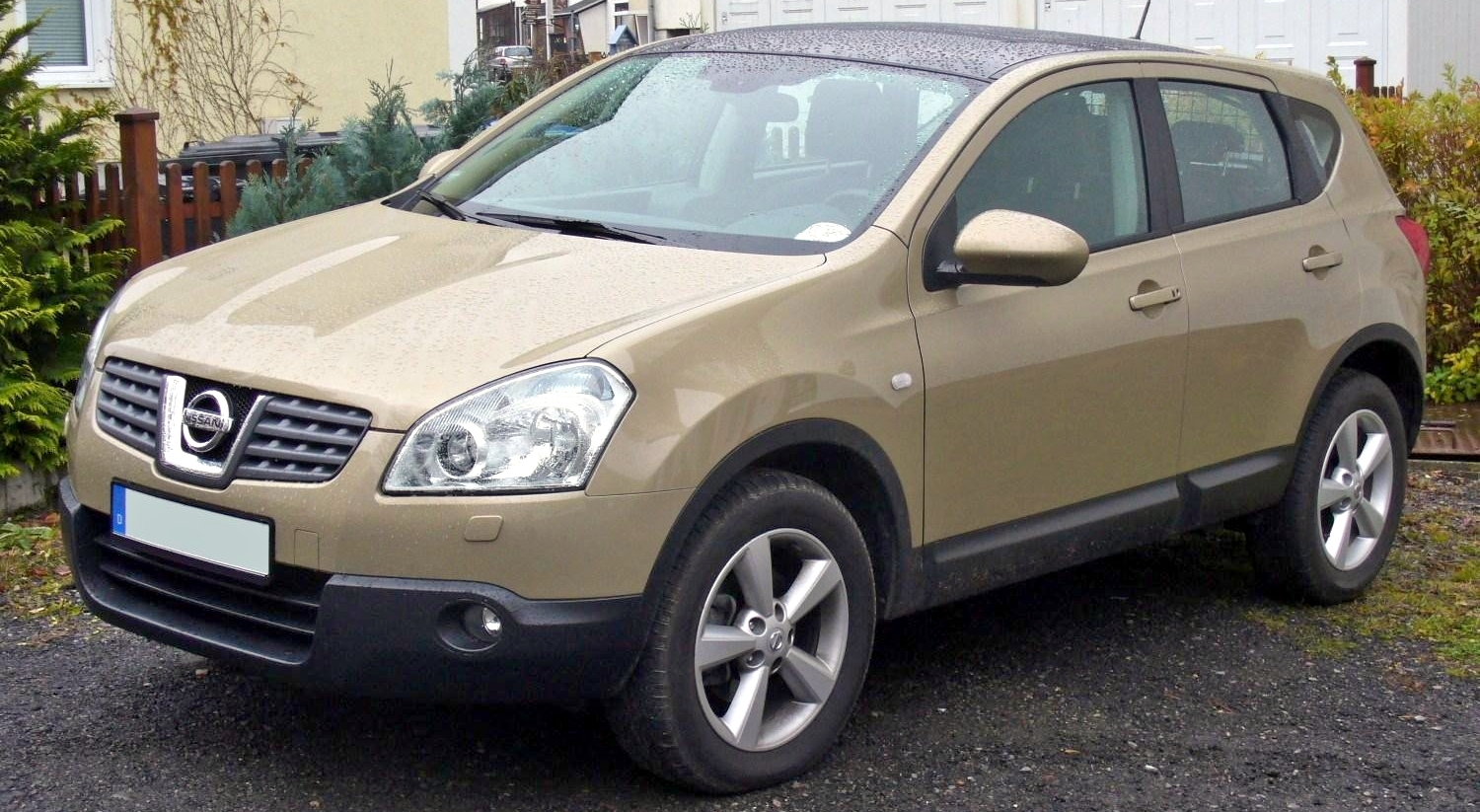
Европейская и австралийская модель (2006—2010)
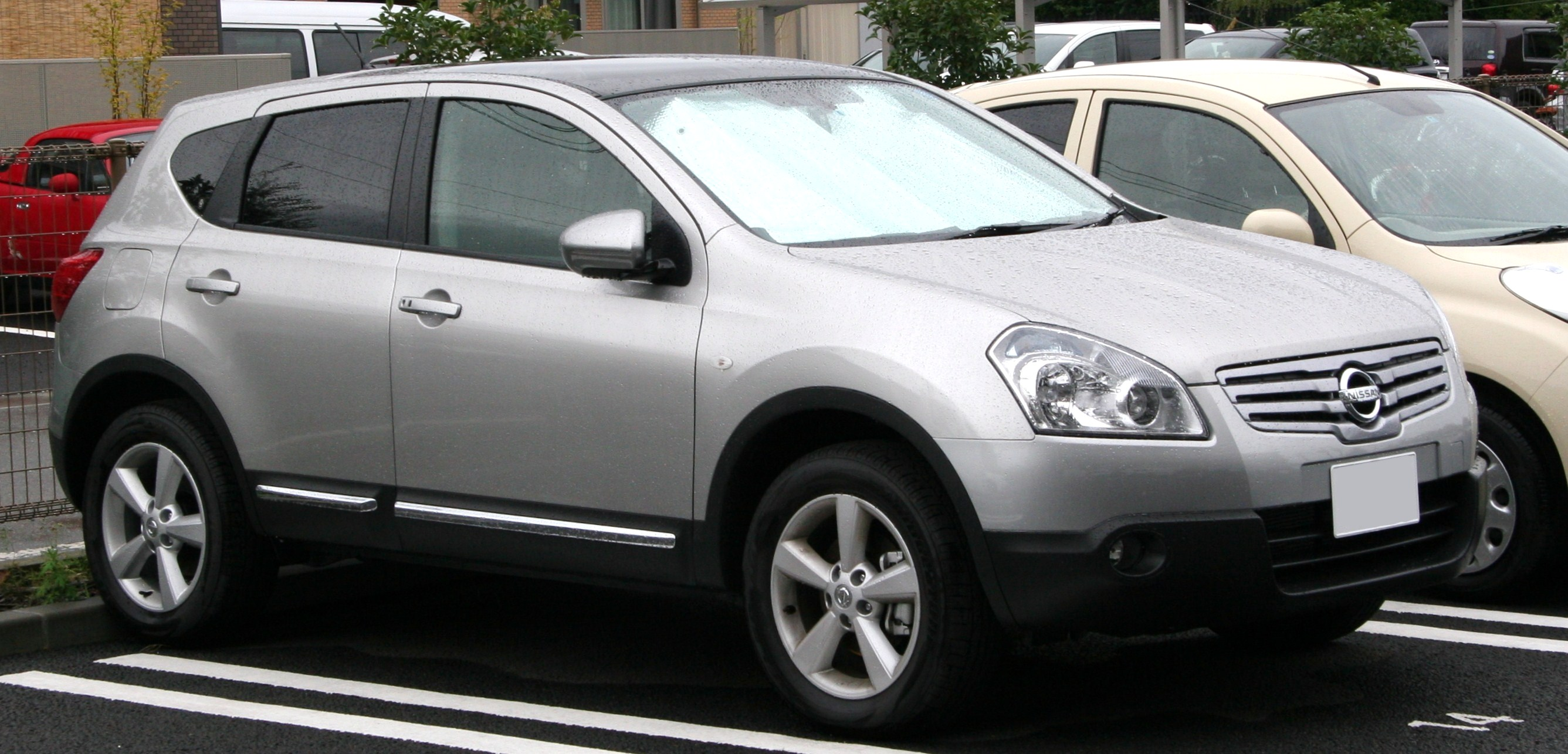
Японская модель (2009—2010)
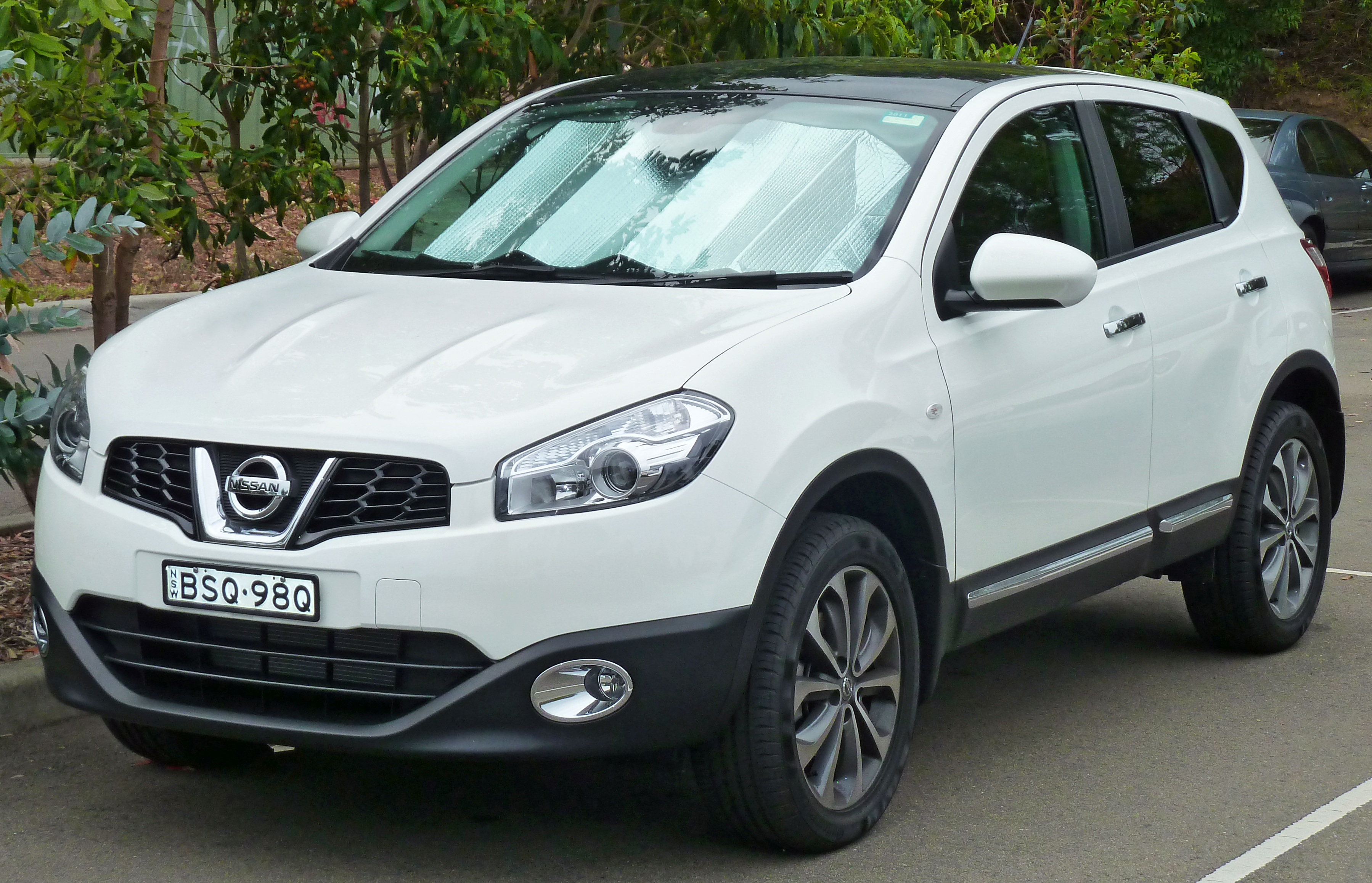
Европейская и австралийская модель (2010—2014)
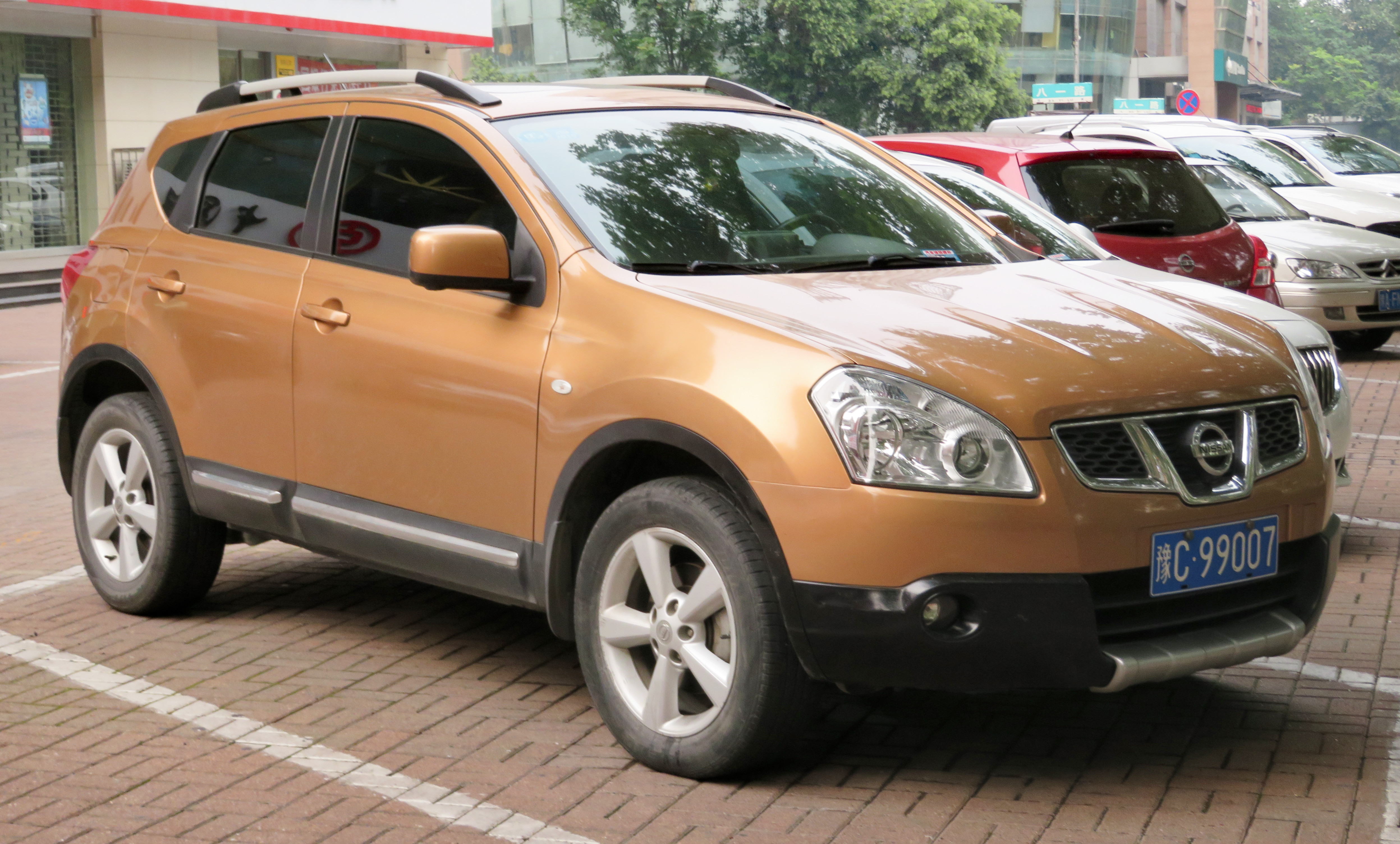
Китайская модель (2010—2015)
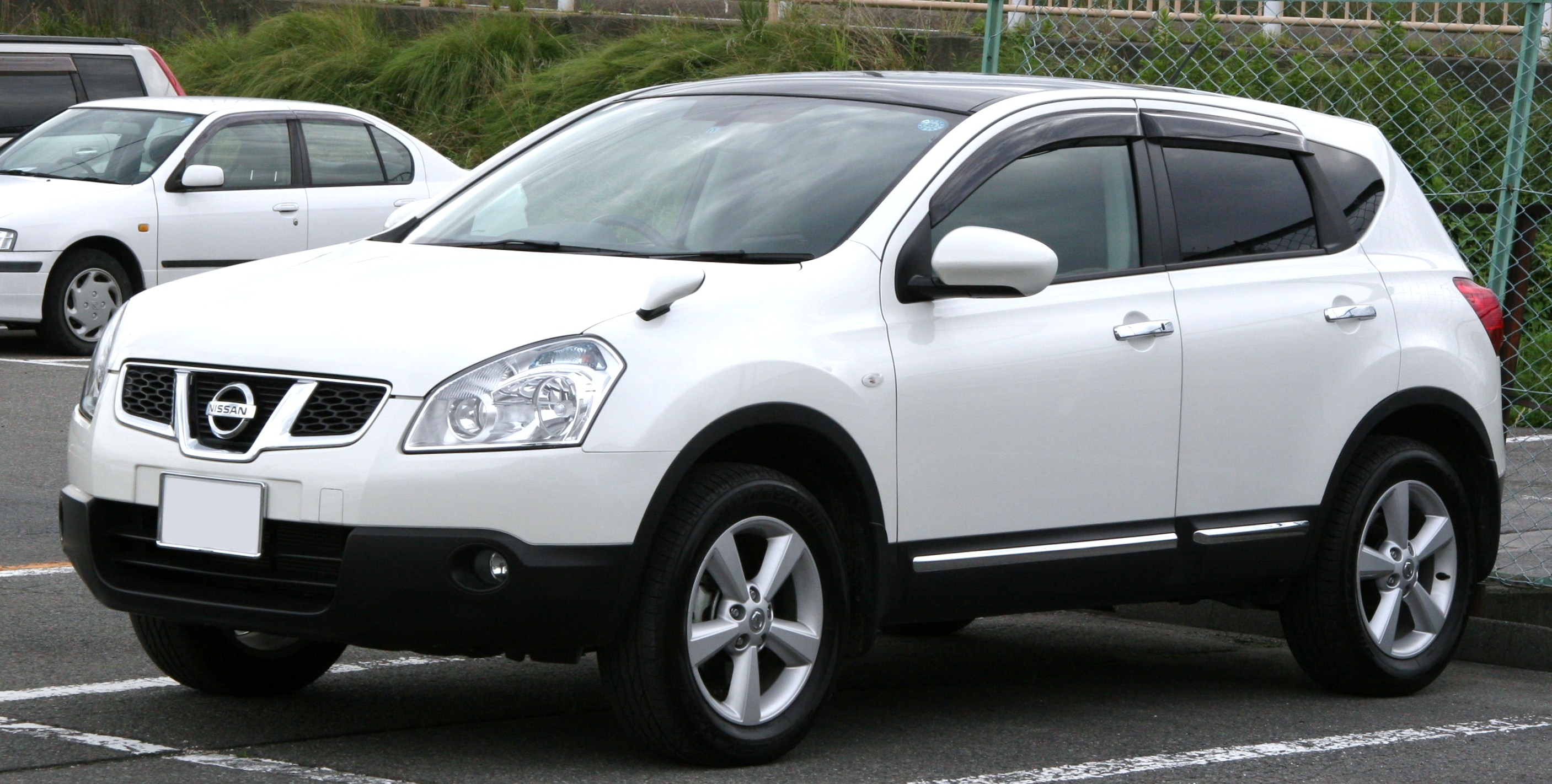
Японская модель (2010—2014)

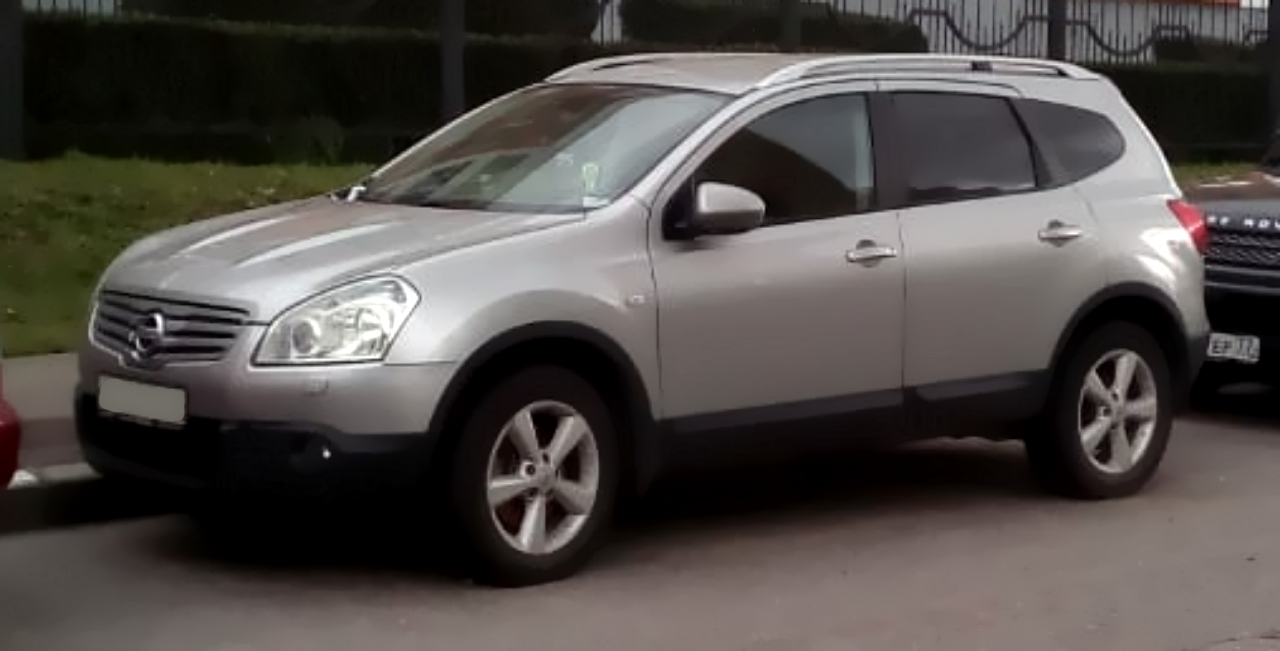
Qashqai+2 (2008—2010)
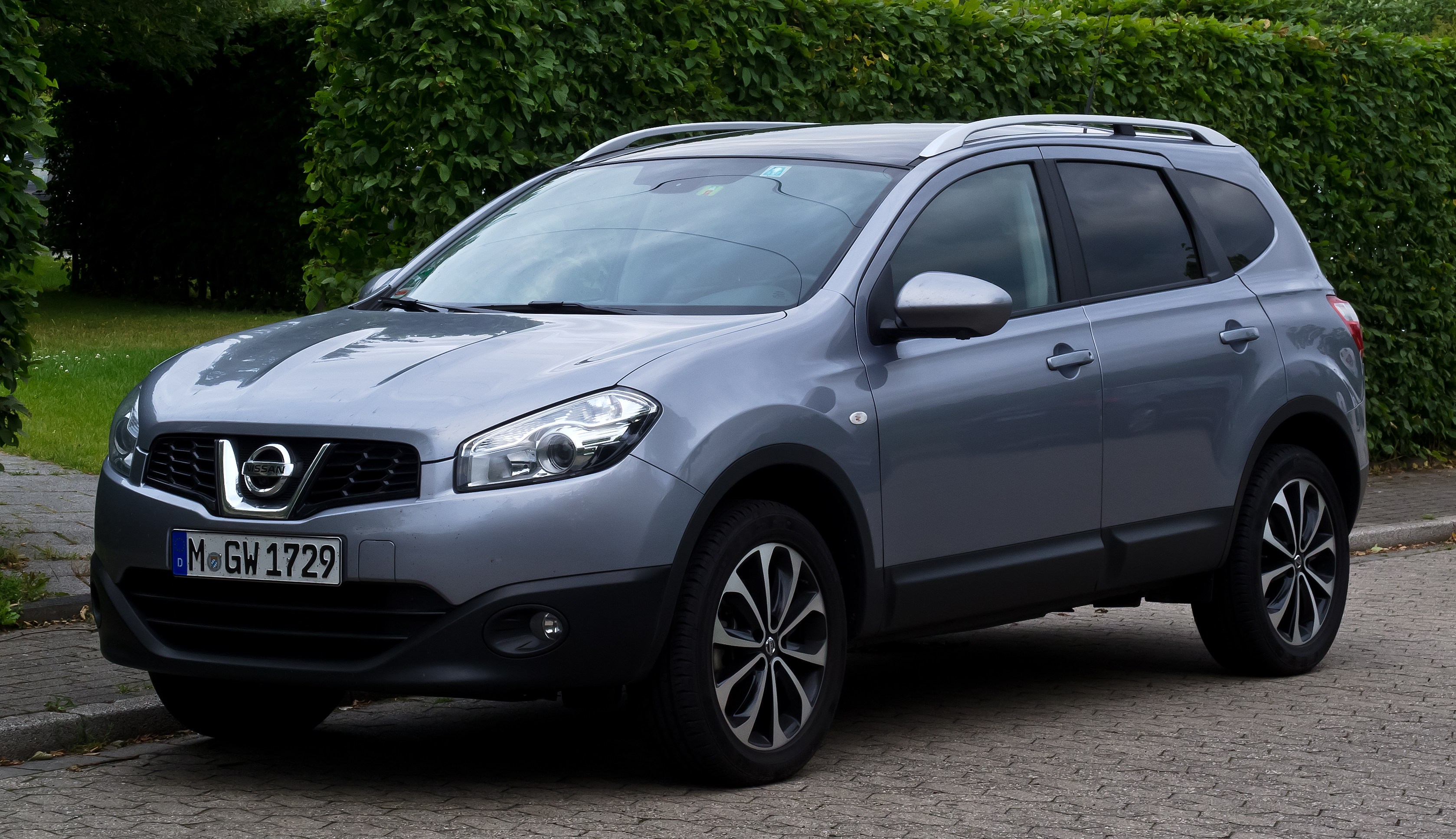
Qashqai+2 (2010—2014)

## Второе поколение

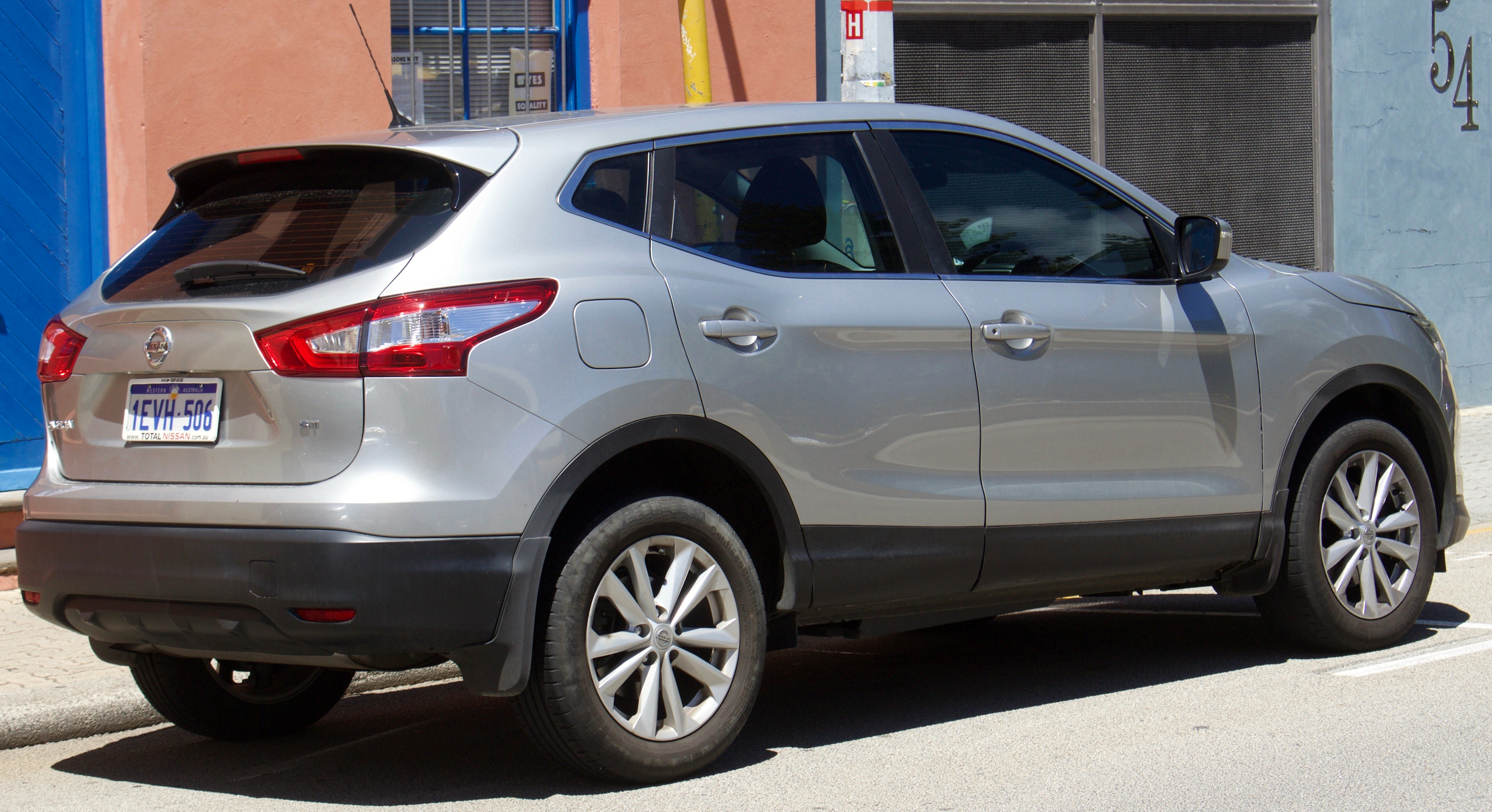
Вид сзади

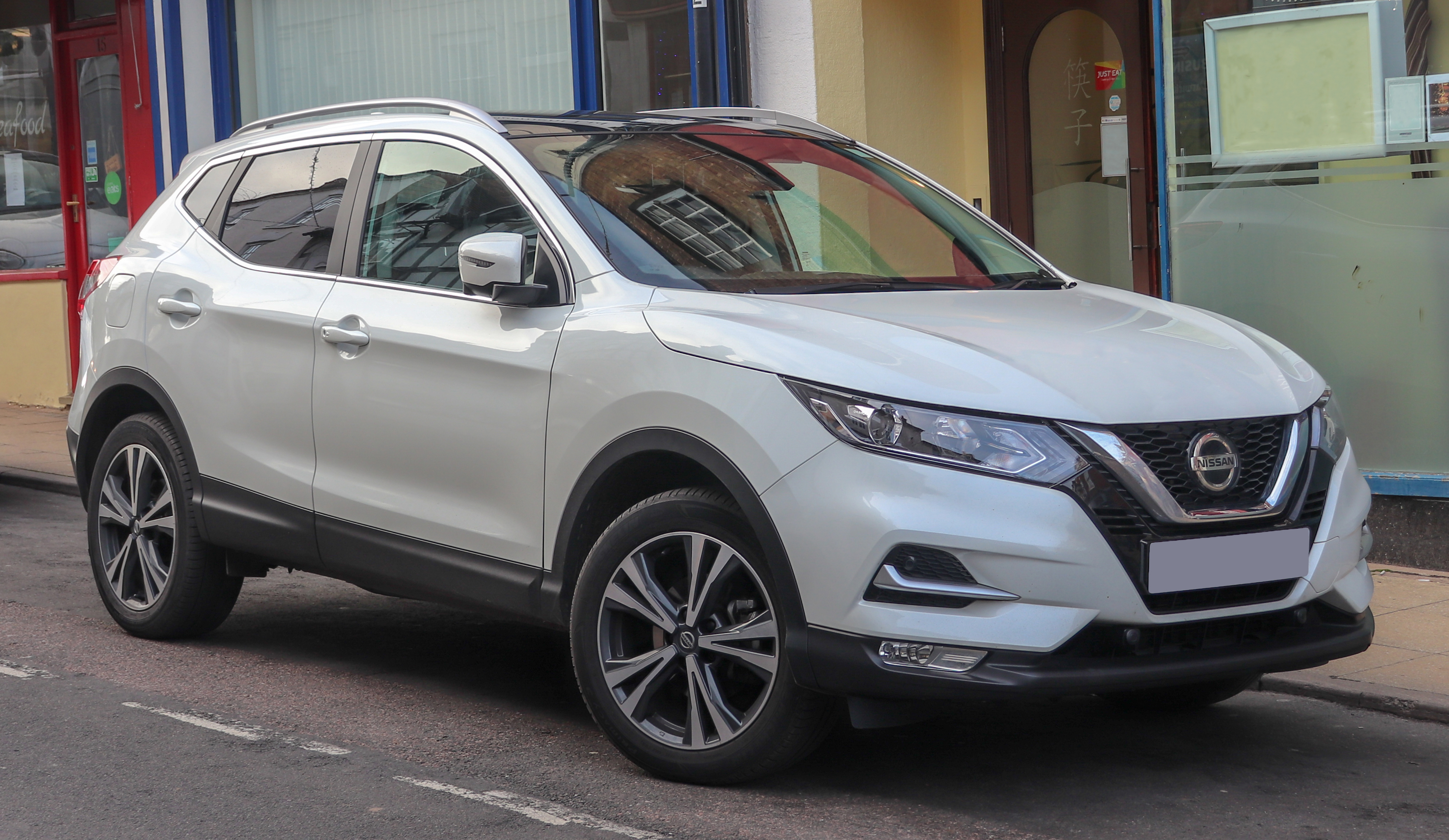
Nissan Qashqai после рестайлинга

Второе поколение впервые было представлено в Лондоне 7 ноября 2013 года. В январе 2014 года Qashqai был представлен на автосалоне в Брюсселe. Продажи начались в феврале 2014 года.
В Австралии первое поколение (Nissan Dualis) продаётся вместе со вторым с июля 2014 года. В Австралии второе поколение продаётся уже как Qashqai.
Nissan Qashqai предлагается с двигателями 1,2, 1,5, 1,6 и 2,0 л. Новый кроссовер был на 49 мм длиннее, а также несколько шире и ниже предыдущего поколения. Комплекс систем активной безопасности нового Nissan Qashqai включал систему контроля усталости водителя, систему контроля рядности движения, систему мониторинга слепых зон, систему распознавания движущихся объектов, а также еще несколько необходимых водителю систем помощи.
Осенью 2015 года началась сборка кроссоверов Nissan Qashqai в Санкт-Петербурге для российского рынка. На российском рынке модель предлагается с 1,2 л двигателем мощностью 115 л.с и 2,0 литровым двигателем мощностью 144 л.с. Также доступен дизельный 1,6 л двигатель мощностью 130 л.с. На момент начала продаж цена составляла от 848 000 тыс. рублей.
Специально для российских дорожных и погодных условий второе поколение Nissan Qashqai прошло глубокую адаптацию. В частности, российскими инженерами Nissan были внесены изменения в конструкцию шасси кроссовера, увеличен дорожный просвет, улучшена шумоизоляция и перенастроено рулевое управление. В 2018 году с конвейера завода Nissan в Санкт-Петербурге сошел 50 000-й экземпляр Nissan Qashqai.
В июне 2018 года в России стартовали продажи Nissan Qashqai с мультимедийной системой Яндекс Авто. В рамках сотрудничества с Яндексом ряд комплектаций Nissan Qashqai поддерживает сервисы Яндекс Навигатор, Яндекс Погода и Яндекс Музыка. В российском Nissan отметили, что сотрудничество с Яндексом — очередной шаг в стратегии Nissan Intelligent Mobility, которая подразумевает оснащение автомобилей передовыми технологиями.
По информации статистического портала focus2move, в 2018 году Nissan Qashqai второго поколения стал одним из самых продаваемых кроссоверов в мире. Автомобиль занял в рейтинге 5 место.
В 2022 году компания Nissan сообщила, что перестанет производить свои автомобили Rogue Sport (Qashqai) в США в декабре 2022 года.

### Рестайлинг
В марте 2017 года на автосалоне в Женеве было представлено обновление второго поколения Nissan Qashqai. Изменения коснулись как дизайна кроссовера, так и его технических характеристик. Так, автомобиль получил новый цвет Vivid Blue, а также измененный дизайн фирменной V-образной решетки радиатора, бампера, передних фар, и задних фонарей. В салоне нового Nissan Qashqai улучшена эргономика, установлен руль D-образной формы и использованы высококачественные материалы. В России производство стартовало весной 2019 года.

#### В России и СНГ
Продажи нового Nissan Qashqai в Европе стартовали в июле 2017 года, однако производство кроссовера в Санкт-Петербурге и его продажи в России, Казахстане и Беларуси стартовали в феврале и апреле 2019 года соответственно. Почти двухлетний разрыв с европейским рынком в российском подразделением Nissan объяснили глубокой адаптацией кроссовера к местным дорожным и погодным условиям. Изменения вновь коснулись подвески, рулевого управления и шумоизоляции нового Nissan Qashqai: российские инженеры доработали пружины, перенастроили электроусилитель руля с системой возврата и установили дополнительные шумопоглощающие вставки.

### На рынках
В июле 2015 года Nissan объявил, что будет продавать Qashqai на рынке Северной Америки, параллельно с продающимся там Rogue. Там Qashqai занимает место между маленьким Juke и популярным Rogue и называется Nissan Rogue Sport, он был представлен в январе 2017 года на автосалоне в Детройте. У автомобиля есть небольшие изменения в экстерьере.
В Китае Qashqai производится на заводе Dongfeng Nissan и комплектуется 1,2 и 2,0 литровыми двигателями.
В октябре 2016 года стартовало производство кроссовера на заводе NMMUK в Сандерленде.

### Интеллектуальные системы
Реализуя концепцию Nissan Intelligent Mobility, Nissan оборудовал новый Nissan Qashqai следующими интеллектуальными системами:
- Интеллектуальная система мониторинга слепых зон предупреждает звуковым сигналом, если другой автомобиль находится в слепой зоне;
- Интеллектуальная система контроля усталости водителя оценивает уровень концентрации и предупреждает о необходимости остановиться и отдохнуть;
- Интеллектуальная система кругового обзора комбинирует изображения с четырех камер сзади, спереди и по бокам автомобиля, формирует вид сверху, чтобы упростить процесс парковки;
- Интеллектуальная система помощи при парковке позволяет водителю отпустить руль во время парковки, лишь нажимая на педали и меняя положение селектора КПП;
- Система предупреждения столкновения при движении задним ходом оповещает об автомобилях, движущихся перпендикулярно сдающему назад Nissan Qashqai;
- Система мониторинга давления в шинах предупреждает о падении давления в шинах;
- Интеллектуальные адаптивные фары головного света меняют угол освещения вслед за поворотом руля, максимальный угол поворота фар составляет 15 градусов;
- Интеллектуальная система остановки перед препятствием срабатывает на металлические объекты и помогает водителю избежать столкновения с впереди идущим автомобилем.[44]

Ряд комплектаций нового Nissan Qashqai оснащены мультимедийной системой Яндекс.Авто с поддержкой сервисов Яндекс.Навигатор, Яндекс.Погода, Яндекс.Музыка и голосового помощника. Кроме того, кроссовер получил  подогрев всех сидений и руля.

### Безопасность
Второе поколение Qashqai стало лучшим автомобилем в классе в 2014 году по версии Euro NCAP.
| Euro NCAP                                                         | Euro NCAP | Euro NCAP | Euro NCAP             |
| ----------------------------------------------------------------- | --------- | --------- | --------------------- |
| · общий рейтинг                                                   |           |           |                       |
| 88%                                                               | 83%       | 69%       | 79%                   |
| взрослый пассажир                                                 | ребёнок   | пешеход   | активная безопасность |
| Протестированная модель: Nissan Qashqai 1.5dCi Acenta, LHD (2014) |           |           |                       |

## Третье поколение

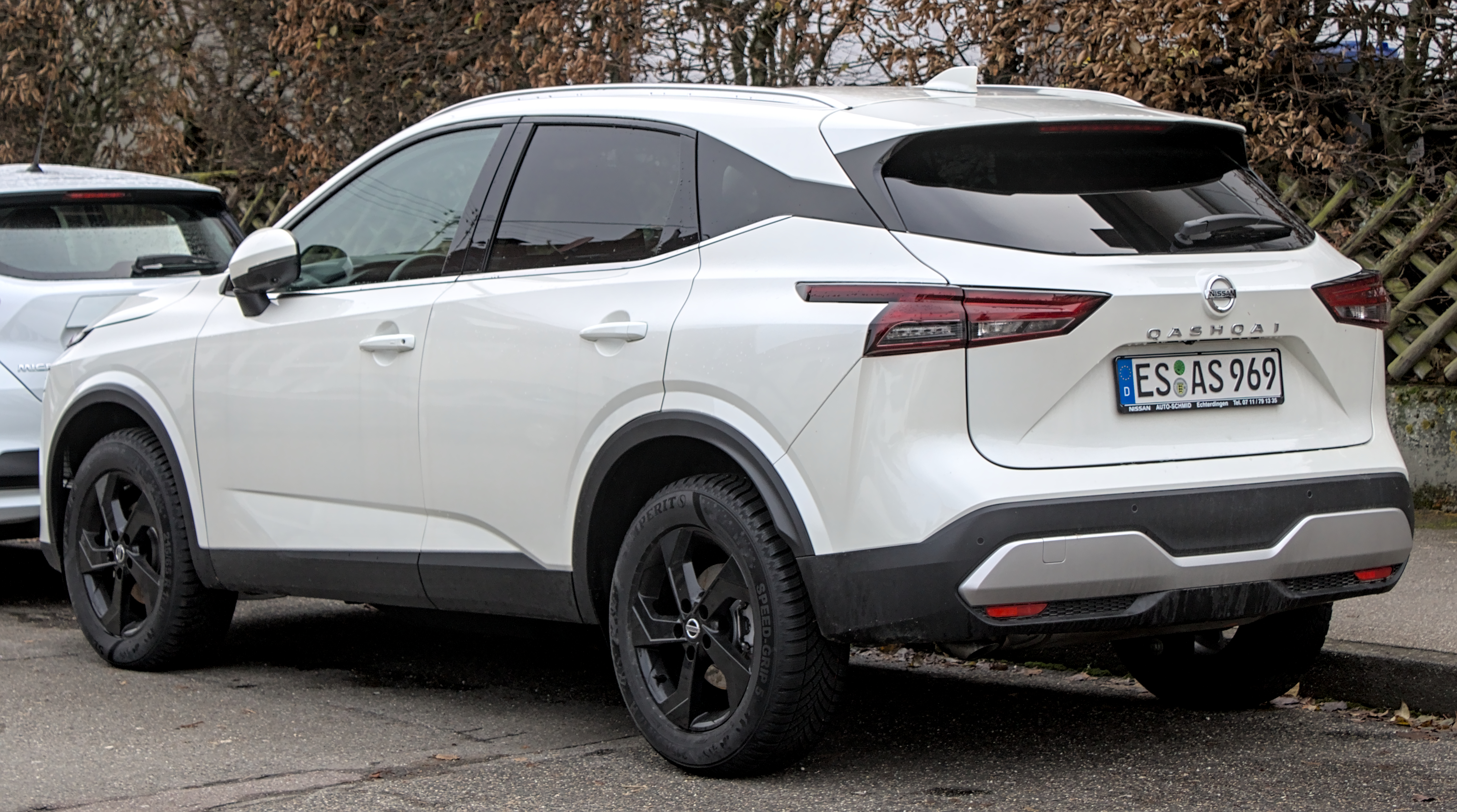
Вид сзади

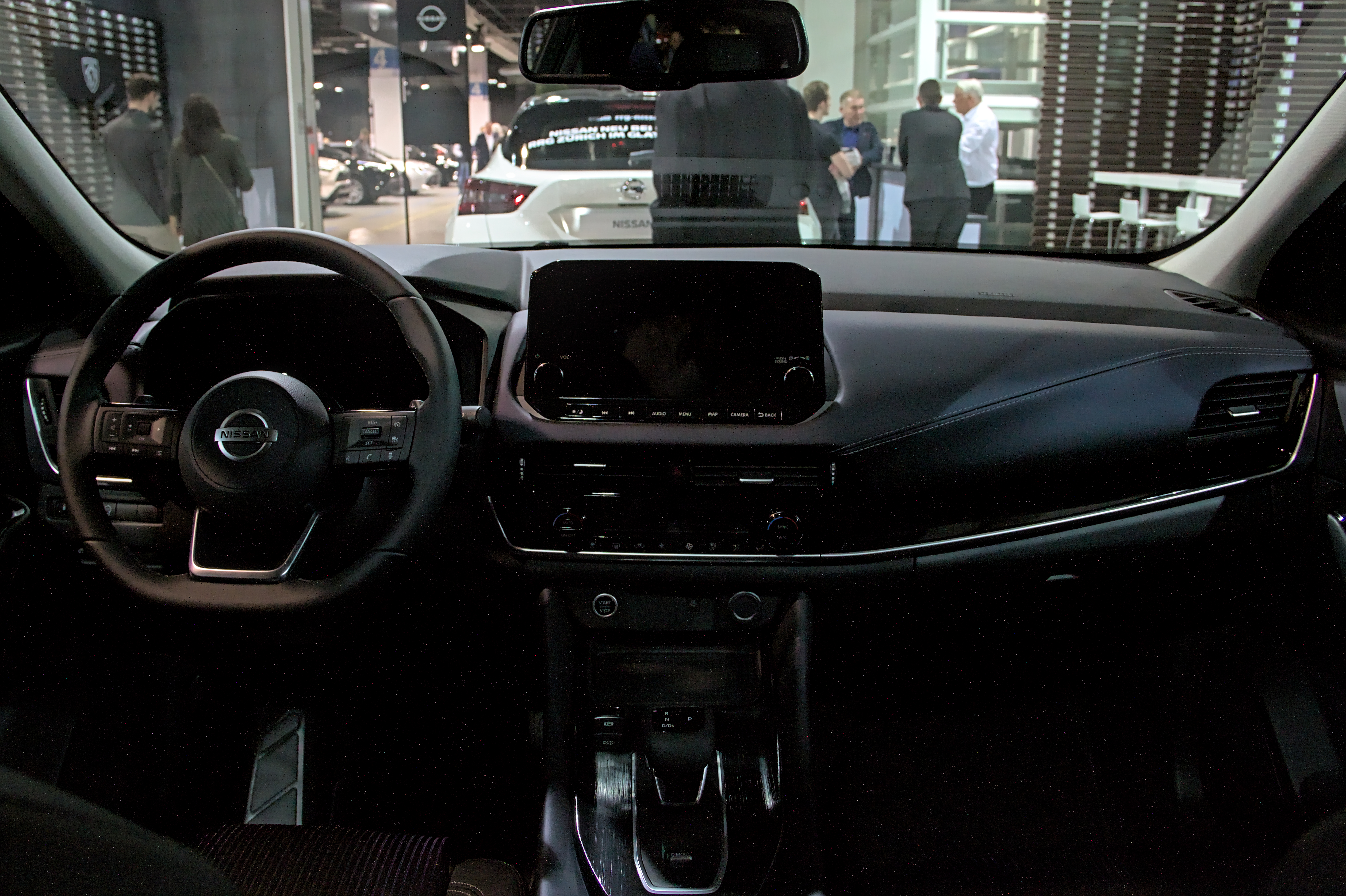
Интерьер

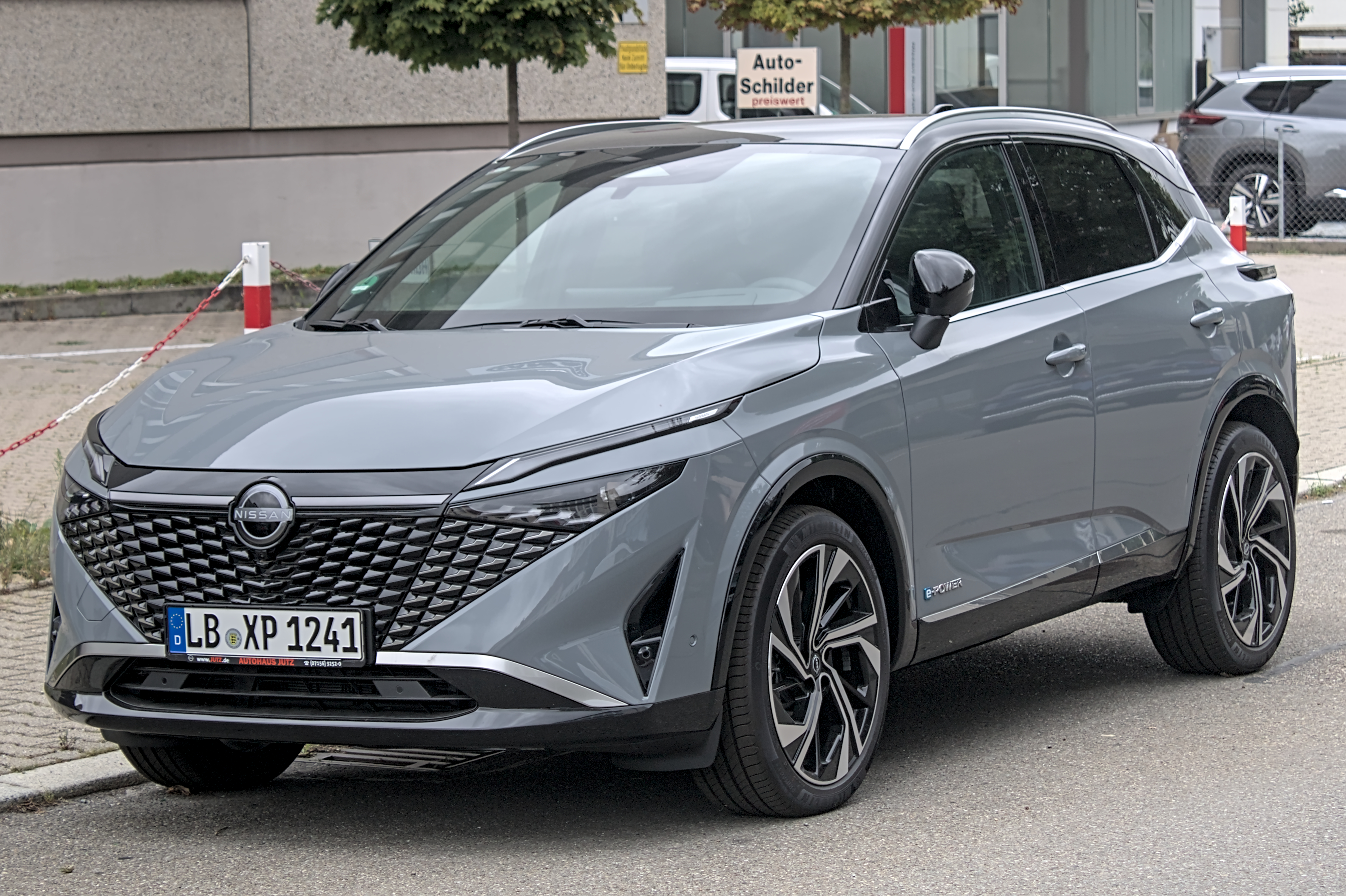
Модель после рестайлинга 2024 года

Третье поколение автомобиля было представлено 18 февраля 2021 года.
Автомобиль стал крупнее предшественника: на 35 мм длиннее, на 32 мм шире и на 25 мм выше. Qashqai третьего поколения построен на модульной платформе CMF-CD, которую разделяет с моделью Rogue третьего поколения. По заявлениям производителя, при создании автомобиля используются более легкие материалы и новейшие технологии штамповки и сварки для повышения прочности и снижения веса. Капот, передние крылья и двери изготовлены из алюминия и стали легче на 21 кг, а дверь багажника сделана из композита и её масса снизилась на 2,3 кг.
В августе 2023 года стало известно, что в 2024 году в продажу поступит рестайлинговая версия автомобиля. Обновлённый Qashqai третьего поколения получит, по мнению редакторов «Авто.Mail.Ru», новый передок, задние фонари и накладки на боковые пороги. Изменений в технической части не ожидается.

### Двигатели
На выбор их доступно два. Первый — бензиновый 1,3 л рядный четырёхцилиндровый двигатель с турбонагнетателем мощностью либо 138 л.с., либо 156 л.с. на выбор. Доступны два варианта трансмиссии: механическая 6-ступенчатая либо вариатор.
Второй — гибридный двигатель e-Power. Бензиновый двигатель объёмом 1,5 литра мощностью 154 л.с (115 кВт) комбинируется с электромотором мощностью 187 л.с (139 кВт).

### Безопасность
| Euro NCAP                                                                 | Euro NCAP | Euro NCAP | Euro NCAP             |
| ------------------------------------------------------------------------- | --------- | --------- | --------------------- |
| · общий рейтинг                                                           |           |           |                       |
| 91%                                                                       | 91%       | 70%       | 95%                   |
| взрослый пассажир                                                         | ребёнок   | пешеход   | активная безопасность |
| Протестированная модель: Nissan Qashqai 1.3 petrol 4x2 Acenta, LHD (2021) |           |           |                       |

| ANCAP                                          |           |           |                       |
| · общий рейтинг                                |           |           |                       |
| 91% 34,84                                      | 93% 45,78 | 74% 40,17 | 97% 15,56             |
| взрослый пассажир                              | ребёнок   | пешеход   | активная безопасность |
| Протестированная модель: Nissan Qashqai (2021) |           |           |                       |